# Советская физкультура (панно)
«Советская физкультура» — монументальное панно, исполненное Александром Николаевичем Самохваловым (1894—1971) для советского павильона на Международной выставке 1937 года в Париже, за которое автор решением жюри выставки был удостоен высшей награды Гран-при.

## Замысел и эскиз
В 1935 году был готов проект советского павильона Международной выставки в Париже, подготовленный под руководством архитектора Б. М. Иофана. К внутреннему оформлению павильона были привлечены две группы московских и ленинградских художников, представивших свои предложения. По итогам просмотра правительственной комиссией был утверждён вариант оформления, представленный ленинградцами во главе с Суэтиным, который стал главным художником.
По проекту в последнем зале павильона должны были располагаться три громадных панно, в центре — «Лучшие люди Страны Советов», слева — «Советская физкультура», справа — «Советские дети». Выполнить центральное панно было поручено А. Дейнеке, «Советские дети» — А. Ф. Пахомову, «Советская физкультура» — А. Н. Самохвалову.
Самохвалов раскрывал идею композиции панно следующим образом:
Идёт как бы приготовление к народному шествию. Основной элемент композиции — шар, опоясанный широкой красной лентой с надписью «СССР». На нём стоит девушка со знаменем, и пламенный порыв этого знамени завершает композицию в центре холста. Шар поддерживают юноши в белом и окружают, приготовляясь к шествию, девушки в голубом с букетами цветов, как и бывает обычно на парадах. Справа — молодая семья. Физкультурница-мать в красной майке, стоя на коленях, успокаивает рвущегося вперёд ребёнка. Отец в чёрно-белой футболке стоит вместе с ними. Девушка, сидящая на земле, обращена к этой группе. На фоне — стадион. Ряды для зрителей и свободные группы пловцов, теннисистов и гребцов. В небе, на его фоне — ряд парашютистов распускает свои парашюты.

## Исполнение и выставка
После утверждения эскиза началась работа над холстом. Для неё был выделен огромный зал второго этажа корпуса Бенуа Русского музея. По воспоминаниям А. Н. Самохвалова, холсты гигантских размеров были набиты на колоссальные подрамники и некоторое время лежали на полу. Здесь же на полу они были загрунтованы казеиновым грунтом, изготовленным фабрикой художественных красок на Чёрной речке по рецепту автора.
Исполнение всех трёх панно после утверждения эскизов осуществлялось бригадным методом. В случае с «Советской физкультурой» бригадным методом исполнялась лишь первая подмалёвочная часть работы. В ней, помимо А. Н. Самохвалова, участвовали художники Г. Н. Бибиков, А. С. Ведерников, Н. В. Свиненко. До конца с А. Н. Самохваловым работал над панно только А. С. Ведерников, которому автор поручил выполнить пейзаж.
Перед отправкой в Париж все три панно экспонировались в Москве в выставочных помещениях на Хорошевском шоссе. Работа была оценена положительно. Потребовались лишь небольшие поправки, с которыми авторы легко справились. Любопытно, что московская и ленинградская бригады применяли разную технику написания панно. Москвичи писали панно с лесов, а ленинградцы со стремянок. Именно этот метод работы, когда вся плоскость картины была полностью открыта, был признан более правильным и продуктивным. По замечанию А. Н. Самохвалова, при работе с лесов вся плоскость панно была загромождена, и кажущееся удобство постоянно порождало множество неудобств. «Правда, риск стоять на ступеньке стремянки на высоте четырёх-пяти метров — очень неприятная вещь, но мы мирились с этим», — вспоминал А. Н. Самохвалов.
На международной парижской выставке 1937 года за панно «Советская физкультура» жюри присудило А. Н. Самохвалову высшую награду — Гран-при. После закрытия выставки панно, украшавшие заключительный зал советского павильона, возвратились в СССР. В книге И. Н. Баршовой и К. К. Сазоновой, посвящённой творчеству А. Н. Самохвалова и вышедшей в 1963 году, сказано, что местонахождение панно «Советская физкультура» неизвестно. Там же была приведена чёрно-белая фотография панно, которая при сравнении с эскизом из собрания Нижнетагильского музея изобразительных искусств обнаруживает ряд незначительных изменений.